# Sasanidzi
Sasanidzi – dynastia panująca w Iranie w latach 224–651 naszej ery.

## Dzieje
Za jej protoplastę uznawany jest Sasan, pasterz (według innych źródeł arcykapłan Anahity), będący podobno potomkiem Achemenidów. Jego syn, Papak (panował prawdopodobnie w latach 208–222) zjednoczył Fars (Persję właściwą). Jego następca Ardaszir I wypowiedział posłuszeństwo partyjskiemu królowi królów Artabanowi IV. W 224 roku pokonał go pod Hormizdeganem, kładąc kres panowaniu partyjskiej dynastii Arsacydów. W 226 opanował Mezopotamię i rok później ogłosił się „Wielkim Królem, Królem Królów”. Do około 239 roku opanował całe królestwo partyjskie i stłumił wszelkie przejawy posłuszeństwa wobec Partów.
Rządy dynastii Sasanidów pod kilkoma istotnym względami różniły się od wcześniejszych panujących w Iranie. Po pierwsze, w stopniu dotychczas niespotykanym nawiązywali oni do tradycji Achemenidów (którzy już wtedy w zbiorowej pamięci stali się półlegendarnymi Kejanidami) i innych czysto irańskich, przeciwstawiając je wpływom greckim i rzymskim – opierali się więc na ideologii o charakterze narodowym. Po drugie, przynajmniej od czasu śmierci Szapura I (240–270), coraz silniejsze były związki państwa z zoroastryzmem, który stał się niejako religią oficjalną, co prowadziło do prześladowania innych wyznań, chociaż nigdy nie przybrało ono charakteru systematycznego. Po trzecie wreszcie, stopniowo następowała centralizacja rządów, która osiągnęła szczyt za panowania Chosrowa I (531–579).
Pierwszym okresem potęgi dynastii było panowanie jej drugiego władcy, Szapura I, który w roku 244 pokonał cesarza rzymskiego Gordiana III, a następnie zmusił do zawarcia korzystnego dla siebie pokoju jego następcę, Filipa Araba. Szczytowym momentem wojen Szapura z Rzymem było zniszczenie całej armii rzymskiej i wzięcie do niewoli cesarza Waleriana w 260 roku.
Po śmierci Szapura I w roku 270 nastąpił okres zamętu, po części spowodowany niepokojami religijnymi wynikającymi z ekspansji nowo powstałego manicheizmu, jak również chrześcijaństwa, które to religie zdawały się podważać fundamenty państwa, pierwsza poprzez radykalizm swej doktryny, druga poprzez związki z Rzymem. To wtedy Sasanidzi nadali liczne przywileje zoroastryjskiemu klerowi, który wydawał się silną gwarancją stabilności władzy. Po prześladowaniach chrześcijan w IV wieku, Jezdegerd I zwołał w roku 410 synod duchowieństwa chrześcijańskiego, podczas którego powołano do życia odrębny Kościół perski, który odtąd funkcjonował jako część struktury religijnej, administracyjnej i prawnej państwa Sasanidów. Ponadto krajem wstrząsały wojny domowe pomiędzy członkami dynastii wspieranymi przez różne odłamy arystokracji. Państwo odzyskało siły za długich rządów Szapura II (309–379), który stoczył kolejny szereg zwycięskich wojen z Rzymem.
Wkrótce jednak nastąpił długotrwały kryzys, trwający aż do roku 531. Początkowo wynikał on z brutalnej walki, jaką prowadziła arystokracja i kler przeciwko monarchii, chcąc uzyskać jak najwięcej niezależności kosztem jej władzy. Kolejni władcy ginęli w wyniku spisków, a zajęci tłumieniem ciągłych rebelii oraz strachem przed nimi, nie byli w stanie rządzić efektywnie. W drugiej połowie V wieku jednak głównym problemem stało się zagrożenie zewnętrzne ze strony koczowniczego ludu Heftalitów. Peroz I (459–484) został przez nich pokonany i zabity, a jego syn Kawad I (488–496 i 498–531), im zawdzięczał powrót na tron, ale w zamian musiał płacić roczny trybut. Te klęski stały się impulsem do przeprowadzenia reform, które rozpoczął Kawad, a kontynuował jego następca, Chosrow I (531–579). Objęły one zarówno wojsko jak i administrację, a w szczególności system podatkowy, który stał się bardziej racjonalny i sprawiedliwy. To właśnie te reformy pozwoliły Chosrowowi I rozbić Heftalitów w przymierzu z Turkami, skutecznie przeciwstawić się tym ostatnim, kiedy zwrócili się oni przeciwko Iranowi oraz toczyć zwycięskie wojny z Bizancjum. Panowanie Chosrowa I, którego sprawiedliwość stała się wręcz przysłowiowa, posiadającego szerokie intelektualne zainteresowania, było w historii Iranu okresem rozkwitu w każdej sferze, zarówno militarnej, jak i gospodarczej oraz kulturalnej.

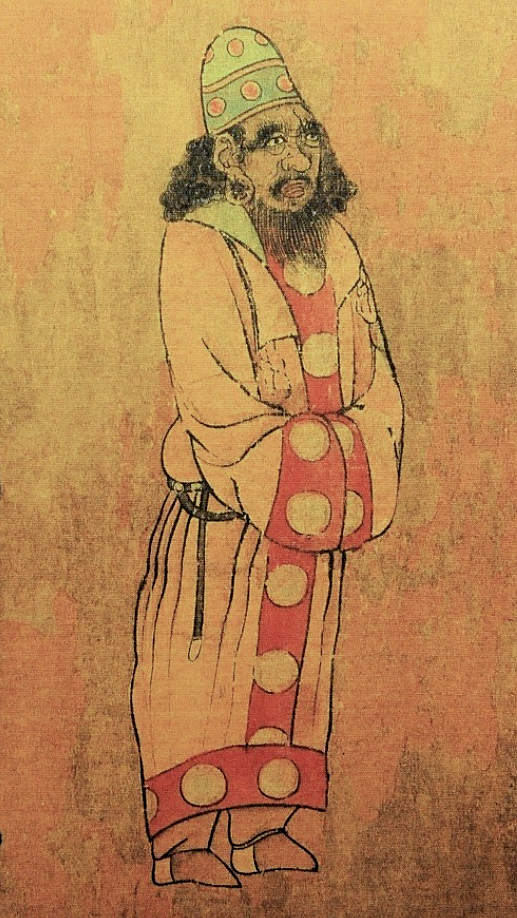
Ambasador Persji w Chinach Tang

Jego następca, Hormizd IV (579–589), został obalony przez Bahrama Czobina (590–591), wodza sławnego ze swoich zwycięstw nad Turkami. Jednak wkrótce syn Hormizda, Chosrow II Parwiz (591–628), prowadząc ze sobą bizantyjską armię pokonał Bahrama i zabił go. Wnuk wielkiego Chosrowa I po zdobyciu władzy oddał się głównie swojemu zamiłowaniu do luksusu i zmysłowych uciech. Po śmierci cesarza Maurycjusza, któremu zawdzięczał tron, Chosrow ogłosił się jego mścicielem i rozpoczął długotrwała wojnę z Bizancjum. Sasanidzki władca zdobył Syrię, Palestynę i Egipt, a jego wojska dotarły aż pod Konstantynopol. Jednak od roku 622 pod wodzą cesarza Herakliusza wojska bizantyjskie po kolei rozbijały wyczerpane długoletnią wojną irańskie armie, wykorzystując możliwość transportu morzem, nad którym cały czas panowała bizantyjska flota, oraz sojusz z Chazarami. Ostatecznie Chosrow był zmuszony do sformowania armii z niewolników i kucharzy, którą w 627 roku Herakliusz doszczętnie rozbił pod dawną stolicą Asyrii, Niniwą. Wkrótce potem Chosrow został obalony i stracony. Persję ogarnęła wojna domowa, po której ostatecznie władcą został ośmioletni wnuk Chosrowa II, Jezdegerd III (632–651). Kraj był kompletnie zdezorganizowany, liczni możnowładcy stali się właściwie na wpół niezależnymi władcami – zaniedbano nawet sieć irygacyjną, tak że niektóre pola uprawne stały się bagnami.

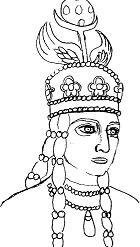
Księżniczka Buran

Na wyniszczone państwo uderzyli zjednoczeni przez Mahometa muzułmańscy Arabowie i wkrótce zadali irańskiej armii szereg klęsk, w tym dwie najważniejsze: pod Al-Kadisijją w roku 637 oraz Nihawandem w roku 642. Ostatecznie Jezdegerd zginął w roku 651 w Merwie, a wraz z nim „era perskiej suwerenności tak samo jak odrębnej kultury dobiegła końca, a ślady po ostatnim reprezentancie starożytnej cywilizacji Bliskiego Wschodu zaginęły”.

## Władcy z dynastii Sasanidów
- Ardaszir I (224–241)
- Szapur I (241–272)
- Hormizd I (272–273)
- Bahram I (273–276)
- Bahram II (276–293)
- Bahram III (293)
- Narses (293–303)
- Hormizd II (303–309)
- Szapur II (309–379)
- Ardaszir II (379–383)
- Szapur III (383–388)
- Bahram IV (388–399)
- Jezdegard I (399–420)
- Bahram V (420–438)
- Jezdegerd II (438–457)
- Hormizd III (457–459)
- Peroz I (457–459, 459–484)
- Balasz (484–488)
- Zamasp (497–499)
- Kawad I (484, 488–497, 499–531)
- Chosrow I Anoszirwan (531–579)
- Hormizd IV (579–590)
- Chosrow II Parwiz (590, 591–628)
- Bahram VI (590–591)
- Wisztam (591–592)
- Hormizdas V (593)
- Kawad II (628)
- Ardaszir III (628–630)
- Szarbaraz (630)
- Chosrow III (630)
- Buran (630–631) (księżniczka, córka Chosroesa II)
- Peroz II (631)
- Azarmidokht (631) (księżniczka, córka Chosroesa II)
- Chosrow IV (631)
- Chosrow V (631)
- Hormizdas VI (631–632)
- Jezdegerd III (632–651) (syn Sardżara, niepanującego syna Chosrowa II)